# Euphorbia consobrina
Euphorbia consobrina ist eine Pflanzenart aus der Gattung Wolfsmilch (Euphorbia) in der Familie der Wolfsmilchgewächse (Euphorbiaceae).

## Beschreibung
Die sukkulente Euphorbia consobrina bildet viel verzweigte Sträucher bis 1 Meter, manchmal auch bis 2 Meter Höhe aus, die spreizklimmend sind. Die endständigen Zweige erreichen einen Durchmesser von 5 Millimeter und besitzen verdickte Blattnarben. Die lanzettlichen Blätter werden bis 35 Millimeter lang und 5 Millimeter breit. Sie sind sitzend und verbleiben nur kurz an der Pflanze.
Der Blütenstand besteht aus Cyathien, die in zwei- bis fünfstrahligen Dolden stehen. Die Strahlen der Dolden werden bis 6 Millimeter lang und sie besitzen ein mittiges, sitzendes männliches Cyathium. Die Cyathien erreichen 6,5 Millimeter im Durchmesser. Es werden vier, beim mittigen Cyathium fünf, elliptische Nektardrüsen gebildet, die rötlich gefärbt sind und einzeln stehen. Die deutlich gelappten Früchte werden etwa 5 Millimeter groß und stehen an einem zurückgebogenen, bis 6 Millimeter langen Stiel. Sie enthalten den eiförmigen Samen, der 2,75 Millimeter lang und 2 Millimeter breit wird. Er ist mit sehr kleinen Warzen besetzt und besitzt ein Anhängsel.

## Verbreitung und Systematik
Euphorbia consobrina ist auf der Arabischen Halbinsel, im Sudan und bis in den Osten von Äthiopien und Somalia auf Kalkgestein im offenen Buschland in Höhenlagen bis 2135 Meter verbreitet.
Euphorbia consobrina gehört zur Sektion Aphyllis der Untergattung Esula. Die Erstbeschreibung der Art erfolgte 1911 durch Nicholas Edward Brown. Ein nomenklatorisches Synonym zu dieser Art ist Euphorbia nubica var. consobrina (N.E.Br.) Hadidi (1978).